# Richard Alexandrowitsch Bergholz
Richard Alexandrowitsch Bergholz (russisch Ричард Александрович Берггольц, nach deutscher Transkription Richard Alexandrowitsch Berggolz; * 23. September 1865 in Sankt Petersburg, Russisches Kaiserreich; † 25. Mai 1920 in Petrograd, Sowjetrussland) war ein russischer Landschaftsmaler, Meister der russischen Kunstschule sowie Mitglied der Petersburger Kunstakademie (1920).

## Leben
Richard Bergholz, der einer deutschstämmigen Familie entstammte, lernte zu Beginn in der deutsch-russischen St. Petri-Schule (Gymnasiumsstufe) von Sankt Petersburg. Infolgedessen besuchte er das Gymnasium in den damals russischen Städten Pernow und Derpt. Seine künstlerische Leidenschaft konnte Richard Bergholz schließlich auf der Petersburger Kunstakademie entfalten. Von 1884 bis 1887 studierte er in Paris an der Académie Julian bei L. J. Pelusé. Anschließend studierte er ein Jahr im deutschen Düsseldorf (1887–1888), bei dem deutsch-estnischen Maler und Hochschullehrer Eugen Dücker. 1889 kehrte Bergholz wieder nach Sankt Petersburg zurück.
Bekanntheit erlangte Richard Bergholz überwiegend als Landschaftsmaler. Seine Landschaftsbilder zeigen das russische Land. Der Künstler reiste gern nach Estland. Von 1895 war Bergholz Mitglied der St. Petersburger Gesellschaft der Künstler; von 1898 Mitglied der Kaiserlichen Gesellschaft russischer Maler; 1904 bis 1918 dann Vorsitzender dieser Gesellschaft. Ebenso war er Gründungsmitglied der sogenannten Archip-Iwanowitsch-Kuindschi-Künstlervereinigung. Im Jahre 1905 erlangte er den Rang eines Akademikers; seit 1912 war er vollwertiges Mitglied der Petersburger Kunstakademie.
Nach der Oktoberrevolution von 1917 trat er in den Narkompros (russ. Abkürzung für: Народный комиссариат просвещения РСФСР, dt. Volkskommissariat für Bildungswesen der Russischen Sozialistischen Föderativen Sowjetrepublik (RSFSR)) ein. Die Werke von Richard Bergholz sind heute in der berühmten Tretjakow-Galerie, im Russischen Museum, der Russischen Kunstakademie (Petersburger Kunstakademie) und anderen zu betrachten.